# Coleophora zhusguni
Coleophora zhusguni é uma espécie de mariposa do gênero Coleophora pertencente à família Coleophoridae.